# Carla Berrocal

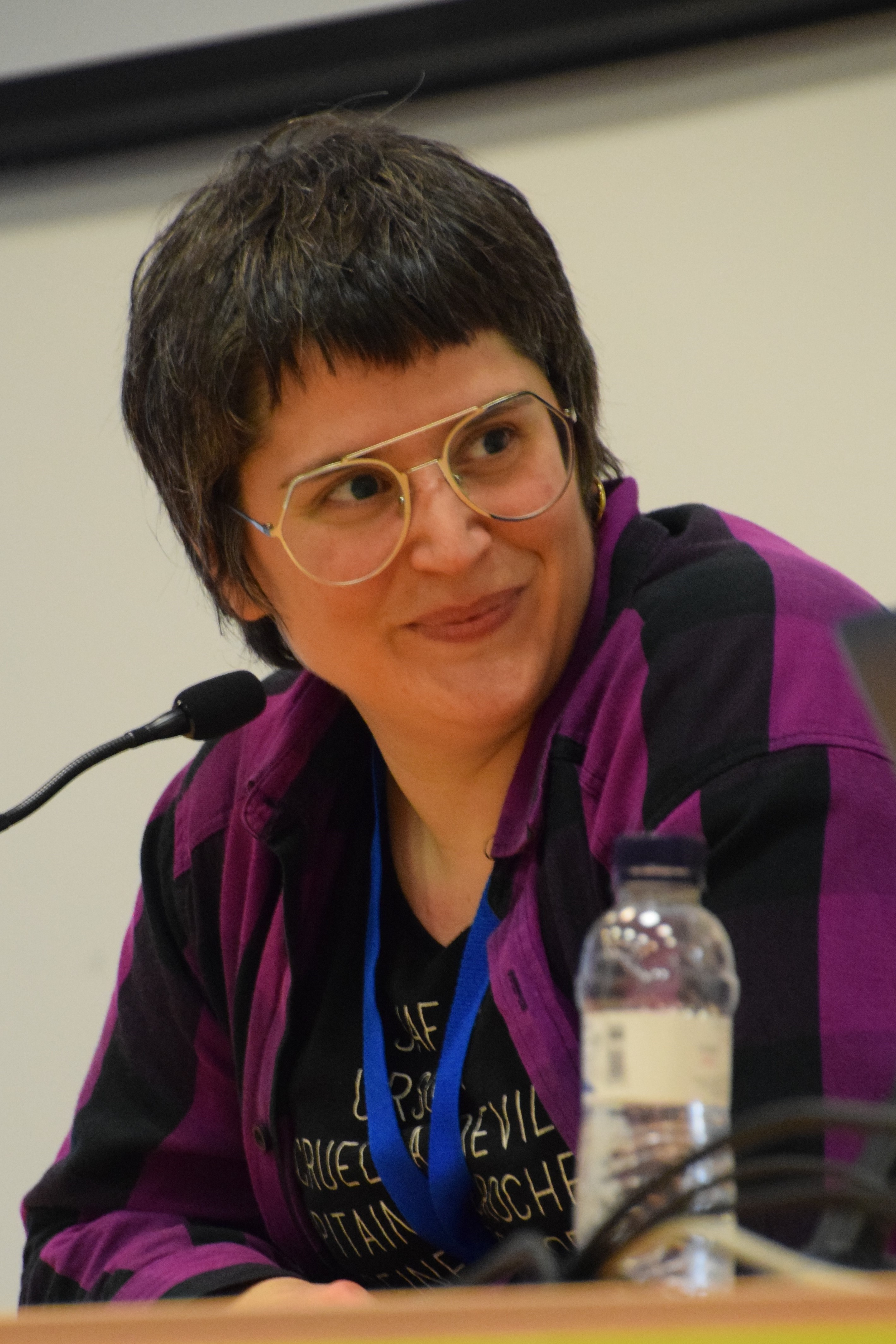
Carla Berrocal 2022 auf der Comicmesse Barcelona

Carla Berrocal (geb. 1983 in Madrid) ist eine feministische spanische Comic-Zeichnerin.

## Karriere
Carla Berrocal absolvierte die Escuela de Artes y Oficios in Madrid.  Ihr Berufsleben begann sie als Autorin und Rezensentin bei der Zeitschrift La Guía del Cómic und beim Radioprogramm Círculo de Bellas Artes. Sie gab Unterricht und arbeitete als Illustratorin für Werbeagenturen und Verlage 2004 veröffentlichten sie und Daniel Hartwell ihr gemeinsames Werk Hire, el terrible vampiro samurái.
2011 veröffentlichte sie ihre erste Comicerzählung El brujo, inspiriert durch die Folklore Chiles. 2014 war sie Herausgeberin der grafischen Adaption von Hernán Migoyas Kurzgeschichten Todas Putas. Die Geschichten waren 2003 Gegenstand einer heftigen Kontroverse in Spanien gewesen, weil  einige der Geschichten von Vergewaltigung und Pädophilie handeln. Carla Berrocal selbst illustrierte El violador, eine der umstrittensten Geschichten der Sammlung. 2016 erschien ihr Comic Epigrafías über die Dichterin Natalie Clifford Barney. Im selben Jahr war sie gemeinsam mit Elisa McCausland Kuratorin der Ausstellung Presentes: Autoras de tebeo de ayer y hoy. Die Ausstellung wurde weltweit in den Niederlassungen der Agencia Española de Cooperación Internacional para el Desarrollo gezeigt.
2017 schuf sie vier düstere grafische Kurzgeschichten in Form von Wandgemälden im Palacio de Cibeles. Ihre Arbeit war Teil des Zyklus La ciudad en viñetas, in dem alle drei Monate eine andere Künstlerin oder ein anderer Künstler Wandgemälde zur madrilenischen Geschichte schuf. Im Juni desselben Jahres beauftragte die Stadt Sevilla Carla Berrocal, das Plakat für den Mes de la Diversidad Sexual in der Stadt zu gestalten. Das Plakat wurde auch in der Ausstellung De Mil Amores in Sevilla gezeigt, gemeinsam mit Werken von 19 anderen Künstlerinnen und Künstlern zur Sichtbarkeit von LGBT. Ebenfalls 2017 wurde sie mit einer Zeichnung pro Monat Mitarbeiterin der Zeitschrift M21 Magazine, herausgegeben von der Stadt Madrid.
Im April 2018 outete sie sich als Lesbe anlässlich ihrer Teilnahme am Festival LGTBIQ am Centro Cultural Internacional Oscar Niemeyer in Avilés. 2019 veröffentlichte sie zu Texten von Marc Buleón den Comic La geometría de los silencios, der von der Liebe zwischen zwei autistischen Menschen handelt. Im selben Jahr begann sie die Comic-Erzählung Doña Concha über das Leben der Sängerin und Schauspielerin Concha Piquer. Die Academia de España en Roma unterstützte dieses Projekt finanziell. Das Buch erschien 2021 bei Reservoir Books. Es hat nicht nur biografischen Charakter: Es setzt sich mit der Beziehung zwischen dem Faschismus und der Copla auseinander und auf der anderen Seite mit deren Vorreiterrolle bei der Stärkung der Frauen und ihrem Einfluss auf die LGBT-Bewegung.
2022 erhielt sie den Auftrag, das Plakat für die 40. Messe Còmic Barcelona zu gestalten. 2024 erschien La tierra yerma, ein Werk, das zwischen Western und klassischer Tragödie angesiedelt ist. Auf Cadena SER nimmt sie an der Talkrunde A vivir que son dos teil.
Carla Berrocal hat sich verschiedene Arbeitsweisen und Formen zu eigen gemacht. Unter anderem arbeitete sie mit Pinsel, geometrischen Formen und Farbflächen. Ein frühes Streben nach einer eigenen erkennbaren Handschrift lehnt sie ab: Der Stil müsse sich nach und nach entwickeln, nachdem man gespielt und experimentiert habe:

«De la misma manera que ayuda a reconocer al autor, también lo “encorseta”, le quita libertad e incluso lo ahoga. No me gustaría dibujar dentro de 10 años igual que hoy, creo que eso sería una señal de que no he evolucionado nada y para mejorar es necesario cambiar»

„Ebenso wie es hilft den Autor zu erkennen, verpasst es ihm auch ein „Korsett“, nimmt ihm Freiheit und unterdrückt ihn sogar. Ich möchte in 10 Jahren nicht so zeichnen wie heute. Ich glaube, das wäre ein Zeichen, dass ich mich nicht weiterentwickelt habe. Um sich zu verbessern, muss man sich ändern.“

## Werk (Auswahl)
- Mit Daniel Hartwell: Hire, el terrible vampiro samurái. Recerca Editorial, 2004, ISBN 978-84-96402-14-0.
- El brujo. De Ponent, Alicante 2011, ISBN 978-84-96730-61-8.
- El violador. In: Carla Berrocal (Hrsg.): Todas Putas. Dibbuks, 2014, ISBN 978-84-15850-35-9.
- Qu4ttrocento. Dolmen, 2016, ISBN 978-84-96121-98-0.
- Mit Ana Martos Rubio (Text): Biografía canalla de Emilia Pardo Bazán. Dolmen, 2016.[21]
- Epigrafías. Über die Dichterin Natalie Clifford Barney. Libros de Autoengaño, 2016, ISBN 978-84-608-6001-3 (spanisch).
- Mit Marc Buleon (Text): La geometría de los silencios. Autismo Ávila, Ávila 2019, ISBN 978-84-940322-8-8.
- Mujer al borde del tiempo. Consonni, 2020, ISBN 978-84-16205-54-7.
- Doña Concha: La rosa y la espina. Reservoir Gráfica, 2021, ISBN 978-84-17910-95-2.
- La tierra yerma. Reservoir Gráfica, 2024, ISBN 978-84-19437-86-0.